# Top Album Sales
Top Album Sales — тижневий американський хіт-парад продажів музичних альбомів, що публікується в часописі «Білборд» починаючи з 2014 року.
Чарт Top Album Sales вперше з'явився саме під такою назвою 3 грудня 2014 року онлайн, та в номері «Білборд» від 13 грудня 2014 року. Він показував альбоми, які найкраще продавалися протягом минулого тижня. Проте насправді його утворення було пов'язано із масштабною зміною алгоритму підрахунку популярності альбомів, який використовувався в головному альбомному чарті США Billboard 200.
Починаючи з 1991 року Billboard 200 ранжував альбоми на базі даних, автоматично зібраних з точок продажу за допомогою системі Nielsen Soundscan. До цього ці дані надавались продавцями альбомів вручну, тому могли містити певні помилки. В кінці 2014 року Billboard вирішили змінити формулу підрахунку популярності альбомів, додавши показники прослуховування пісень онлайн, а також продажів цифрових версій пісень. Оновлена формула стала використовуватись в чарті Billboard 200, а старий алгоритм, який до цього існував протягом 23 років і був побудований лише на показниках продажів, зберігся в хіт-параді Top Album Sales.
Попри те, що офіційно чарт Top Album Sales було вперше опубліковано лише у 2014 році, на офіційному сайті Billboard можна знайти щотижневі рейтинги продажів починаючи з 1991 року, бо до кінця 2014 року вони повністю співпадали з позиціями в хіт-параді Billboard 200.